# Реал Бетіс Б
«Реал Бетіс Б» (ісп. Real Betis Balompié B) — іспанський футбольний клуб, який базується в Севільї і є резервною командою клубу «Реал Бетіс». Клуб заснований в 1962, під назваю «Тріана Баломпьє». Гостей приймає на арені «Сьюдад Депортіва», вміщає 4000 глядачів. Клуб ніколи не піднімався в іспанську Прімеру та Сегунду, найкращим досягненням «Реала Бетіс Б» в чемпіонаті Іспанії стало 7-е місце в Сегунді Б сезону 1991/92.

## Сезони по дивізіонах
- Сегунда Б — 20 сезонів.
- Терсера — 25 сезонів.
- Регіональна ліга — 4 сезону.

## Досягнення
- Переможець свої групи Терсери (4) : 1984/85, 1989/90, 1993/94, 2013/14.

## Відомі гравці
- Хоакін Санчес
- Дієго Трістан